# Universidad de Massachusetts Lowell
La Universidad de Massachusetts Lowell, ("University of Massachusetts Lowell" o "UMass Lowell" en inglés) es una de las cinco universidades dependientes de la Universidad de Massachusetts. Se localiza en la ciudad de Lowell, Massachusetts.

## Historia
Previamente se denominó Universidad de Lowell ("University of Lowell" o "ULowell"), y antes del año 1975, eran dos universidades: Instituto Tecnológico Lowell (LTI) y Colegio Estatal Lowell.
Estas dos universidades fueron originalmente nombradas: Escuela Textil de Lowell (Lowell Textile School). Ambas fueron fundadas en 1895 para entrenar técnicos y supervisores para la industria textil. La Escuela Normal de Lowell ("Lowell Normal School"), fue fundada en 1894 para educar a nuevos profesores. La Universidad es muy reconocida por sus programas de ingeniería.

## Campus
La Universidad posee cuatro campus. El Campus Norte (anteriormente llamado el Norte Académico) es el campus de ciencia, matemáticas e ingeniería. El Campus Sur es el campus de las Artes Liberales, enfermería y humanidades, entre otras. En el Campus Este (anteriormente llamado el Norte Residencial) se encuentran cuatro edificios de dormitorios y un centro de recreación, todos adyacentes al "Tsongas Arena" y el "Wannalancit Mills complex". Por último: El Campus Oeste, está localizado en la ciudad vecina: Chelmsford, Massachusetts y es considerado la casa escuela de demostración de UML. 

## Deportes

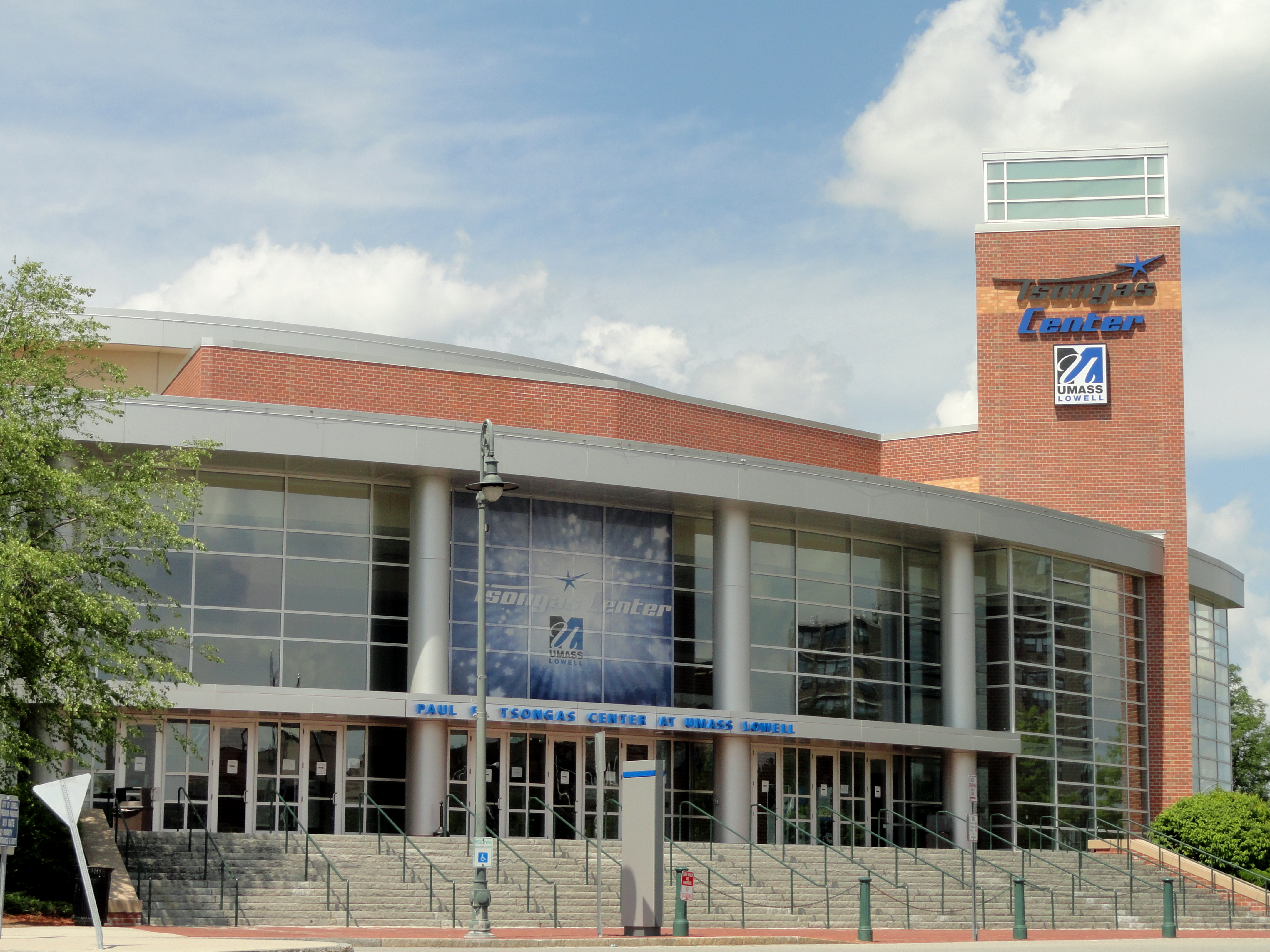
Vista de la Universidad de Massachusetts de Estados Unidos.

El equipo de atletismo de UMass Lowell compite en una gran variedad de deportes. Hombres y mujeres compiten en la "División II", con exception de hockey sobre hielo, los cuales compiten en la "División I". Entre los deportes masculinos se encuentran béisbol, baloncesto, campo traviesa, golf, hockey sobre hielo, pista y campo, maratón, y fútbol. Entre los deportes femeninos están el baloncesto, campo traviesa, pista y campo, maratón, hockey sobre césped, fútbol, softball y voleibol. Entre campeonatos ganados; en sus respactivas divisiones, están: el de baloncesto masculino en 1988, el campo traviesa masculino, los de hockey sobre hielo (tres veces), y fueron los campeones de hockey sobre pasto en el 2005.
- Datos: Q15143
- Multimedia: University of Massachusetts Lowell / Q15143